# ロジータ
ロジータ（欧字名:Rosita、1986年5月26日 - 2016年12月1日）は、日本の競走馬、繁殖牝馬。現役時代には牝馬でありながら東京ダービーをはじめとする南関東の牡馬三冠競走を制し、繁殖牝馬としても多くの重賞馬を輩出した。半妹に東京3歳優駿牝馬を優勝したテーケーレディー、伯母に函館3歳ステークスやシンザン記念を優勝したミルフォードスルー（ランフォザドリームの母）がいる。その功績を讃え、川崎競馬の3歳牝馬限定重賞「ロジータ記念」にその名を残している他、2019年に創設された川崎競馬場専属ファンファーレ隊「川崎競馬ロジータブラス」の由来となっている。地方競馬最強の女傑と呼ばれた。
名前の由来は百合の品種名「ロジータ」であり（ロジータとは「谷間の百合」という意味とされる）、生産牧場代表の高瀬良樹の長男が名付けた。

## 競走馬時代
主戦騎手は野崎武司で、15戦すべてに騎乗している。
1988年に3歳（当時）でデビューし、この年は4戦2勝。翌1989年、年明けからニューイヤーカップ・京浜盃・桜花賞と重賞を3連勝し、陣営は牝馬路線ではなく、牡馬の三冠路線に駒を進めることとした。ロジータはその期待に応えて羽田盃、東京ダービーをいずれも楽勝して二冠を達成。初の古馬との対戦となった報知オールスターカップでは2着に甘んずるものの、この時点で南関東最強クラスの1頭と数えられるようになった。
秋シーズンは当時の数少ない中央・地方交流競走であるオールカマーから始動。レース間隔が2ヶ月あいた上初の芝コースなどの不利な条件で、イレ込みがあって道中折り合いを欠くところがありながら、レコード勝ちしたオグリキャップから0.7秒差の5着と大崩れしなかった。これで、当時の規程により第9回ジャパンカップの出走権を獲得した。 地元に戻って東京王冠賞を勝って南関東三冠を達成。ジャパンカップではホーリックスの15着と大敗するが、同年のオークスの勝ち時計よりも速い2分26秒9でゴールし力を見せると、次走東京大賞典で並み居る古馬を相手に馬なりで圧勝し、南関東最強と呼ばれるようになる。
早めに繁殖入りさせたいとの陣営の判断から、翌1990年の地元川崎の川崎記念を引退レースに選ぶ。川崎記念では単勝1.0倍、2番人気以下は全て万馬券と言う圧倒的な支持を受け、当時の川崎競馬場のレコードとなる超満員の観客が見守る中を8馬身差の圧勝。引退の花道を飾った。この入場人員のレコードは、その後ホクトベガの日本ラストランとなる川崎記念まで破られる事が無かった。川崎競馬はロジータの功績をたたえ、牝馬限定レースのロジータ記念を新設した他、2019年に結成されたファンファーレ隊を「川崎競馬ロジータブラス」と命名している。

## 競走成績
| 年月日 | 年月日 | 年月日 | 競馬場 | 競走名            | 格   | 頭数 | 枠番 | 馬番 | 人気 | 着順 | 騎手     | 斤量 | 距離（馬場）  | タイム | 着差 | 勝ち馬/（2着馬）       | 馬体重 | 出典   |
| ------ | ------ | ------ | ------ | ----------------- | ---- | ---- | ---- | ---- | ---- | ---- | -------- | ---- | ------------- | ------ | ---- | ---------------------- | ------ | ------ |
| 1988   | 10.    | 7      | 川崎   | サラ系3才ロ新馬   |      | 08   | 1    | 1    | 01人 | 01着 | 野崎武司 | 53kg | ダ0900m（不） | 0056.3 | -0.2 | （スピードビユテイ）   | 465kg  | [ 21 ] |
|        | 10.    | 25     | 川崎   | サラ系3才イ       |      | 08   | 5    | 5    | 02人 | 02着 | 野崎武司 | 53kg | ダ1400m（良） | 1:32.5 | 00.7 | キタサンコール         | 462kg  | [ 22 ] |
|        | 11.    | 20     | 川崎   | カトレア特別      |      | 11   | 8    | 10   | 01人 | 01着 | 野崎武司 | 53kg | ダ1400m（良） | 1:32.7 | -0.4 | （レピュート）         | 468kg  | [ 23 ] |
|        | 12.    | 14     | 大井   | 東京3歳優駿牝馬   | 重賞 | 15   | 4    | 6    | 03人 | 03着 | 野崎武司 | 53kg | ダ1600m（良） | 1:45.1 | 00.6 | エスエスレデイー       | 463kg  | [ 24 ] |
| 1989   | 1.     | 3      | 浦和   | ニューイヤーC     | 重賞 | 11   | 3    | 3    | 02人 | 01着 | 野崎武司 | 53kg | ダ1600m（良） | 1:41.1 | -0.2 | （クインスワロー）     | 460kg  | [ 25 ] |
|        | 2.     | 8      | 大井   | 京浜盃            | 重賞 | 13   | 5    | 6    | 06人 | 01着 | 野崎武司 | 53kg | ダ1700m（良） | 1:50.5 | -0.1 | （トウケイグランデイ） | 457kg  | [ 26 ] |
|        | 4.     | 4      | 浦和   | 桜花賞            | 重賞 | 11   | 5    | 5    | 01人 | 01着 | 野崎武司 | 54kg | ダ1600m（良） | 1:41.7 | -0.5 | （ケイシユウマドンナ） | 454kg  | [ 27 ] |
|        | 5.     | 10     | 大井   | 羽田盃            | 重賞 | 13   | 4    | 4    | 01人 | 01着 | 野崎武司 | 54kg | ダ2000m（良） | 2:10.2 | -0.1 | （トウケイグランデイ） | 457kg  | [ 28 ] |
|        | 6.     | 8      | 大井   | 東京ダービー      | 重賞 | 14   | 8    | 13   | 01人 | 01着 | 野崎武司 | 54kg | ダ2400m（良） | 2:40.9 | -0.6 | （ホクテンホルダー）   | 455kg  | [ 29 ] |
|        | 7.     | 12     | 川崎   | 報知オールスターC | 重賞 | 10   | 5    | 5    | 01人 | 02着 | 野崎武司 | 55kg | ダ1600m（稍） | 1:42.1 | 00.2 | ダイタクジーニアス     | 462kg  | [ 30 ] |
|        | 9.     | 17     | 中山   | オールカマー      | GIII | 13   | 1    | 1    | 03人 | 05着 | 野崎武司 | 53kg | 芝2200m（良） | 2:13.1 | 00.7 | オグリキャップ         | 452kg  | [ 31 ] |
|        | 11.    | 3      | 大井   | 東京王冠賞        | 重賞 | 10   | 7    | 7    | 01人 | 01着 | 野崎武司 | 55kg | ダ2600m（良） | 2:53.0 | -0.2 | （トウケイグランデイ） | 460kg  | [ 32 ] |
|        | 11.    | 26     | 東京   | ジャパンカップ    | GI   | 15   | 7    | 13   | 12人 | 15着 | 野崎武司 | 53kg | 芝2400m（良） | 2:26.9 | 04.7 | ホーリックス           | 456kg  | [ 33 ] |
|        | 12.    | 29     | 大井   | 東京大賞典        | 重賞 | 10   | 6    | 6    | 02人 | 01着 | 野崎武司 | 52kg | ダ2800m（良） | 3:04.3 | -0.7 | （スイフトセイダイ）   | 460kg  | [ 34 ] |
| 1990   | 2.     | 12     | 川崎   | 川崎記念          | 重賞 | 08   | 4    | 4    | 01人 | 01着 | 野崎武司 | 54kg | ダ2000m（稍） | 2:10.0 | -1.6 | （ダービーラウンド）   | 458kg  | [ 35 ] |

## 繁殖牝馬時代
現役引退後は生まれ故郷の北海道高瀬牧場で繁殖生活に入る。ロジータは繁殖成績も優秀で、子孫に重賞連対馬を多く輩出している。また、後継繁殖牝馬も多数生まれている。オーナーブリーダーであるノースヒルズマネジメントは、しばしば子孫を自己名義で走らせている。
- 1991年 シスターソノ（牝･父ナスルエルアラブ) 中央競馬10戦2勝。1993年の阪神3歳牝馬ステークスで1番人気に推されている。
  - 仔にレギュラーメンバー（父コマンダーインチーフ、JBCクラシック、川崎記念など）、孫にブラゾンドゥリス（父ノボジャック、黒船賞）
- 1992年 シスタースルー（牝･父スルーザドラゴン）不出走。繁殖牝馬。
- 1994年 オースミサンデー（牡･父サンデーサイレンス) 中央5戦2勝。弥生賞2着。皐月賞で競走中止、予後不良。
- 1995年 マキシムトライ （牡･父サンデーサイレンス）中央16戦0勝、地方競馬23戦1勝。種牡馬。
- 1996年 イブキガバメント（牡･父コマンダーインチーフ）中央39戦8勝。朝日チャレンジカップ、鳴尾記念。
- 1997年 カネツフルーヴ（牡･父パラダイスクリーク）37戦10勝。帝王賞、川崎記念、オグリキャップ記念、ダイオライト記念。種牡馬。
- 1998年 リブロードキャスト（牡･父ブライアンズタイム）中央6戦0勝、地方競馬36戦6勝。
- 1999年 スウェアトゥゴッド（牡･父ブライアンズタイム）中央7戦0勝。
- 2000年 エルフィン（牝･父ダンシングブレーヴ）中央6戦1勝。繁殖牝馬。
- 2001年 アクイレジア（牝･父フォーティナイナー）7戦3勝。ジャパンダートダービー2着、関東オークス2着。繁殖牝馬。
- 2002年 イズミバード（牝･父サンデーサイレンス）中央8戦1勝。繁殖牝馬。
- 2003年 リヴィエールジータ（牝･父コマンダーインチーフ）中央15戦1勝。
- 2004年 アイノイズミ（牝･父カリズマティック）地方競馬21戦0勝。
- 2005年 ヤマノボンディール（牝･父ダンスインザダーク）中央14戦2勝。繁殖牝馬。
- 2007年 オースミイレブン（牡･父クロフネ）中央15戦5勝。

川崎記念を、自身、子のカネツフルーヴ、孫のレギュラーメンバーの3世代で制している。2004年には、「NARグランプリ2003」において特別表彰馬に選定された。
繁殖牝馬として引退した後も高瀬牧場で余生を送っていたが、2017年11月7日、前年（2016年）12月に死亡していたことが発表された。折しもロジータ記念の直前であり、当日の川崎競馬場ではロジータへの献花台が設けられ、主戦であった野崎武司元騎手と管理調教師であった福島幸三郎の次男福島秀夫調教師が献花に訪れてロジータの冥福を祈った。30歳没。

## エピソード
ロジータは非常に後肢の力が強く、馬房で暴れた際には天井の板を蹴破って壊したこともあった。現在も福島厩舎のロジータのいた馬房にはその跡が残っている（2006年、ファン感謝イベントの際の福島師のコメントより）。

## 血統表
| ロジータの血統                         | ロジータの血統                            | ロジータの血統                            | （血統表の出典）                          | （血統表の出典） |
| 父系                                   | ミルリーフ系                              | ミルリーフ系                              | ミルリーフ系                              | [ § 2 ]          |
| 父 *ミルジョージ Mill George 1975 鹿毛 | 父の父Mill Reef 1968 鹿毛                 | Never Bend                                | Nasrullah                                 | Nasrullah        |
| 父 *ミルジョージ Mill George 1975 鹿毛 | 父の父Mill Reef 1968 鹿毛                 | Never Bend                                | Lalun                                     |                  |
| 父 *ミルジョージ Mill George 1975 鹿毛 | 父の父Mill Reef 1968 鹿毛                 | Milan Mill                                | Princequillo                              | Princequillo     |
| 父 *ミルジョージ Mill George 1975 鹿毛 | 父の父Mill Reef 1968 鹿毛                 | Milan Mill                                | Virginia Water                            |                  |
| 父 *ミルジョージ Mill George 1975 鹿毛 | 父の母Miss Charisma 1967 鹿毛             | Ragusa                                    | Ribot                                     | Ribot            |
| 父 *ミルジョージ Mill George 1975 鹿毛 | 父の母Miss Charisma 1967 鹿毛             | Ragusa                                    | Fantan                                    |                  |
| 父 *ミルジョージ Mill George 1975 鹿毛 | 父の母Miss Charisma 1967 鹿毛             | *マタティナ                               | Grey Sovereign                            | Grey Sovereign   |
| 父 *ミルジョージ Mill George 1975 鹿毛 | 父の母Miss Charisma 1967 鹿毛             | *マタティナ                               | Zanzara                                   |                  |
| 母 メロウマダング 1981 鹿毛            | 母の父*マダング Madang 1973 鹿毛          | Habitat                                   | Sir Gaylord                               | Sir Gaylord      |
| 母 メロウマダング 1981 鹿毛            | 母の父*マダング Madang 1973 鹿毛          | Habitat                                   | Little Hut                                |                  |
| 母 メロウマダング 1981 鹿毛            | 母の父*マダング Madang 1973 鹿毛          | Jellatina                                 | *フォルティノ                             | *フォルティノ    |
| 母 メロウマダング 1981 鹿毛            | 母の父*マダング Madang 1973 鹿毛          | Jellatina                                 | Queenpot                                  |                  |
| 母 メロウマダング 1981 鹿毛            | 母の母スピードキヨフジ 1970 鹿毛          | *チャイナロック                           | Rockefella                                | Rockefella       |
| 母 メロウマダング 1981 鹿毛            | 母の母スピードキヨフジ 1970 鹿毛          | *チャイナロック                           | May Wong                                  |                  |
| 母 メロウマダング 1981 鹿毛            | 母の母スピードキヨフジ 1970 鹿毛          | イチシンヒカリ                            | トサミドリ                                | トサミドリ       |
| 母 メロウマダング 1981 鹿毛            | 母の母スピードキヨフジ 1970 鹿毛          | イチシンヒカリ                            | ニューライト                              |                  |
| 母系(F-No.)                            | スピードキヨフジ系(FN:4-m)                | スピードキヨフジ系(FN:4-m)                | スピードキヨフジ系(FN:4-m)                | [ § 3 ]          |
| 5代内の近親交配                        | Grey Sovereign 4x5、Nasrullah 4･5（父内） | Grey Sovereign 4x5、Nasrullah 4･5（父内） | Grey Sovereign 4x5、Nasrullah 4･5（父内） | [ § 4 ]          |
| 出典                                   | 1. 2. 3. 4.                               | 1. 2. 3. 4.                               | 1. 2. 3. 4.                               | 1. 2. 3. 4.      |